# 동강면 (고흥군)
동강면(東江面)은 대한민국 전라남도 고흥군의 면이다.

## 개요
동강면은 고흥군의 최북단에 자리하고 있으며 보성군과 경계지역으로 북서쪽으로는 산림이 남동쪽으로는 간척지 등 평야지가 형성되어 있다. 미맥 위주 산업에서 특화작목 개발로 점진적 성장 추세에 있다. 면민들은 보수성이 강하며, 유교적 성향이 짙다. 고흥군에 속하지만 고흥읍이 아닌 보성군 벌교읍에 의존하는 성향이 짙다.
학교로는 명문 동강초등학교가 있다.

## 역사
- 조선시대 전라도 흥양군 동면(東面)·대강면(大江面)
- 1895년 음력 윤5월 1일 나주부 흥양군[2]
- 1896년 8월 4일 전라남도 흥양군[3]
- 1914년 4월 1일 동면·대강면 등을 전라남도 고흥군 동강면으로 통합하였다.[4] (11리)

| 조선총독부령 제111호 |                                                      |
| 구 행정구역          | 신 행정구역                                          |
| 흥양군 대강면        | 고흥군 동강면 유둔리, 노동리, 대강리, 마륜리, 매곡리 |
| 흥양군 동면          | 고흥군 동강면 한천리, 장덕리, 오월리, 청송리, 죽암리 |
| 돌산군 옥정면 장도리 | 고흥군 동강면 장도리                                 |
- 1983년 2월 15일 장도리를 보성군 벌교읍으로 편입하였다. (10법정리)

## 하위 행정 구역
| 법정리 | 한자명 | 행정리                       | 비고 |
| ------ | ------ | ---------------------------- | ---- |
| 유둔리 | 油芚里 | 원유둔, 중촌, 덕암, 계매     |      |
| 마륜리 | 馬輪里 | 마서, 덕촌, 마동, 축내, 원동 |      |
| 대강리 | 大江里 | 사서, 사동, 두산, 평촌       |      |
| 매곡리 | 梅谷里 | 당곡, 쌍암, 신정, 원매곡     |      |
| 한천리 | 漢泉里 | 신촌, 택촌, 운동             |      |
| 오월리 | 梧月里 | 세곡, 내대, 오수             |      |
| 청송리 | 靑松里 | 상송, 하송                   |      |
| 죽암리 | 竹岩里 | 죽림, 죽동, 옹암             |      |
| 장덕리 | 掌德里 | 관덕, 장동, 장월             |      |
| 노동리 | 魯東里 | 병동, 죽산                   |      |
| 10개리 |        | 33행정리                     |      |

## 교육
- 동강초등학교
- 동강중학교